# Temenosz
A temenosz (ógörögül: τέμενος (többes számban temene) egy (eredetileg görög) szentély zárt körzete. Az elzárást magát peribolosznak nevezték, gyakran az embernél magasabb falak, vagy sztoa (oszlopcsarnok), esetenként kerítés képezték. A szentély bejáratát kapu-épület propülaia valósítja meg építészetileg.
A mükénéi kultúra keretei közt a temenosz (te-me-no) bármely zárt körzetet jelölhetett, így a király földbirtokát vanakterosz temenosznak (va-na-ka-te-ro te-me-no „királyi temenosz”) nevezték.